# Rubraea asema
Rubraea asema is een vlinder uit de familie van de Nymphalidae. De soort is voor het eerst wetenschappelijk beschreven als Acraea asema door William Chapman Hewitson in een publicatie uit 1877.

## Verspreiding
Deze soort komt voor in Zuid-Tanzania, Angola, Malawi, Zambia, Mozambique en Zimbabwe.

## Waardplanten
De rups leeft op Tricliceras longipedunculatum (Turneraceae).